# 70e cérémonie des Primetime Emmy Awards
La 70e cérémonie des Primetime Emmy Awards (ou « Emmys »), organisée par l'Academy of Television Arts and Sciences, se déroule le 17 septembre 2018 au Microsoft Theatre de Los Angeles et récompense les meilleurs programmes télévisés diffusés en primetime au cours de la saison 2017-2018 (du 1er juin 2017 au 31 mai 2018) sur les réseaux publics et câblés américains. Elle est diffusée sur NBC et présentée par Michael Che et Colin Jost.
La cérémonie récompensant les techniciens de la télévision, les Creative Arts Primetime Emmy Awards, a lieu les 8 et 9 septembre 2018.

## Présentateurs et intervenants

### Présentateurs
- Michael Che et Colin Jost, hôtes de la cérémonie.

### Intervenants
- Claire Foy et Matt Smith remettent l'Emmy Award du meilleur acteur dans un second rôle dans une série comique
- Jimmy Kimmel et Tracy Morgan remettent l'Emmy Award de la meilleure actrice dans un second rôle dans une série comique
- Millie Bobby Brown et Emilia Clarke remettent l'Emmy Award du meilleur scénario pour une série comique
- Sandra Oh et Andy Samberg remettent l'Emmy Award de la meilleure réalisation pour une série comique
- Angela Bassett et Tiffany Haddish remettent l'Emmy Award de la meilleure actrice dans une série comique
- Michael Douglas remet l'Emmy Award du meilleur acteur dans une série comique
- John Legend et Chrissy Teigen remettent l'Emmy Award de la meilleure actrice dans un second rôle dans une mini-série ou un téléfilm
- Kit Harington et Constance Wu remettent l'Emmy Award du meilleur acteur dans un second rôle dans une mini-série ou un téléfilm
- Aidy Bryant et Bob Odenkirk remettent l'Emmy Award du meilleur scénario pour une mini-série ou un téléfilm
- Alec Baldwin et Kate McKinnon introduisent l'ovation spéciale pour Betty White
- James Corden remet l'Emmy Award de la meilleure réalisation pour une mini-série ou un téléfilm
- RuPaul et Leslie Jones remettent l'Emmy Award de la meilleure actrice dans une mini-série ou un téléfilm
- Rachel Brosnahan et Larry David remettent l'Emmy Award du meilleur acteur dans une mini-série ou un téléfilm
- Ilana Glazer et Abbi Jacobson remettent l'Emmy Award du meilleur scénario pour une émission spéciale de variété
- Sterling K. Brown et Ron Cephas Jones remettent l'Emmy Award de la meilleure réalisation pour une émission spéciale de variété
- Tina Fey présente le segment In Memoriam
- Samantha Bee et Taraji P. Henson remettent l'Emmy Award du meilleur acteur dans un second rôle dans une série dramatique
- Elisabeth Moss et Samira Wiley remettent l'Emmy Award de la meilleure actrice dans un second rôle dans une série dramatique
- Lil Rel Howery et Gina Rodriguez remettent l'Emmy Award du meilleur scénario pour une série dramatique
- Hannah Gadsby remet l'Emmy Award de la meilleure réalisation pour une série dramatique
- Bobby Berk, Karamo Brown, Tan France, Antoni Porowski et Jonathan Van Ness remettent l'Emmy Award du meilleur acteur dans une série dramatique
- Sarah Paulson remet l'Emmy Award de la meilleure actrice dans une série dramatique
- Hayma Washington introduit une présentation spéciale projetant l'histoire des Emmy Awards
- Rick Sanchez et Morty Smith remettent l'Emmy Award de la meilleure émission de télé-réalité
- Neal Brennan et Dave Chappelle remettent l'Emmy Award de la meilleure émission de divertissement à sketches
- Eric Bana et Connie Britton remettent l'Emmy Award de la meilleure émission de divertissement
- Patricia Arquette, Benicio del Toro et Ben Stiller remettent l'Emmy Award de la meilleure mini-série
- Will Ferrell remet  l'Emmy Award de la meilleure série comique
- Kenan Thompson remet l'Emmy Award de la meilleure série dramatique

## Nominations et Lauréats

### Séries dramatiques

#### Meilleure série dramatique
- Game of Thrones (HBO)
  - The Americans (FX)
  - The Crown (Netflix)
  - The Handmaid's Tale : La Servante écarlate (Hulu)
  - Stranger Things (Netflix)
  - This Is Us (NBC)
  - Westworld (HBO)

#### Meilleur acteur
- Matthew Rhys pour le rôle de Philip Jennings dans The Americans
  - Jason Bateman pour le rôle de Martin "Marty" Byrde dans Ozark
  - Sterling K. Brown pour le rôle de Randall Pearson dans This Is Us
  - Ed Harris pour le rôle de l'homme en noir dans Westworld
  - Milo Ventimiglia pour le rôle de Jack Pearson dans This Is Us
  - Jeffrey Wright pour le rôle de Bernard Lowe dans Westworld

#### Meilleure actrice
- Claire Foy pour le rôle d'Élisabeth II dans The Crown
  - Tatiana Maslany pour les rôles de multiples personnages dans Orphan Black
  - Elisabeth Moss pour le rôle de June Osborne-Offred dans The Handmaid's Tale : La Servante écarlate
  - Sandra Oh pour le rôle d'Eve Polastri dans Killing Eve
  - Keri Russell pour le rôle d'Elizabeth Jennings dans The Americans
  - Evan Rachel Wood pour le rôle de Dolores Abernathy dans Westworld

#### Meilleur acteur dans un second rôle
- Peter Dinklage pour le rôle de Tyrion Lannister dans Game of Thrones
  - Nikolaj Coster-Waldau pour le rôle de Jaime Lannister dans Game of Thrones
  - Joseph Fiennes pour le rôle du commandant Fred Waterford dans The Handmaid's Tale : La Servante écarlate
  - David Harbour pour le rôle de Jim Hopper dans Stranger Things
  - Mandy Patinkin pour le rôle de Saul Berenson dans Homeland
  - Matt Smith pour le rôle du Prince Philip dans The Crown

#### Meilleure actrice dans un second rôle
- Thandie Newton pour le rôle de Maeve Millay dans Westworld
  - Alexis Bledel pour le rôle d'Emily dans The Handmaid's Tale : La Servante écarlate
  - Millie Bobby Brown pour le rôle de Jane Ives / Onze dans Stranger Things
  - Ann Dowd pour le rôle de Tante Lydia dans The Handmaid's Tale : La Servante écarlate
  - Lena Headey pour le rôle de Cersei Lannister dans Game of Thrones
  - Vanessa Kirby pour le rôle de la Princesse Margaret dans The Crown
  - Yvonne Strahovski pour le rôle de Serena Joy Waterford dans The Handmaid's Tale : La Servante écarlate

#### Meilleure réalisation
- Stephen Daldry pour l'épisode Pater familias dans The Crown
  - Jason Bateman pour l'épisode Le glas dans Ozark
  - Matt et Ross Duffer pour l'épisode Chapitre Neuf : Le Portail dans Stranger Things
  - Jeremy Podeswa pour l'épisode Le Dragon et le Loup dans Game of Thrones
  - Daniel Sackheim pour l'épisode Ce soir on improvise dans Ozark
  - Kari Skogland pour l'épisode L'Après dans The Handmaid's Tale : La Servante écarlate
  - Alan Taylor pour l'épisode Au-delà du Mur dans Game of Thrones

#### Meilleur scénario
- Joel Fields et Joe Weisberg pour l'épisode Point de départ dans The Americans
  - David Benioff et D. B. Weiss pour l'épisode Le Dragon et le Loup dans Game of Thrones
  - Matt et Ross Duffer pour l'épisode Chapitre Neuf : Le Portail dans Stranger Things
  - Bruce Miller pour l'épisode June dans The Handmaid's Tale : La Servante écarlate
  - Peter Morgan pour l'épisode L'homme mystère dans The Crown
  - Phoebe Waller-Bridge pour l'épisode Nice Face dans Killing Eve

### Séries comiques

#### Meilleure série comique
- Mme Maisel, femme fabuleuse (Amazon)
  - Atlanta (FX)
  - Barry (HBO)
  - Black-ish (ABC)
  - Larry et son nombril (HBO)
  - GLOW (Netflix)
  - Silicon Valley (HBO)
  - Unbreakable Kimmy Schmidt (Netflix)

#### Meilleur acteur
- Bill Hader pour le rôle de Barry Berkman / Barry Block dans Barry
  - Anthony Anderson pour le rôle d'André Johnson, Sr. dans Black-ish
  - Ted Danson pour le rôle Michael dans The Good Place
  - Larry David pour le rôle de Larry David dans Larry et son nombril
  - Donald Glover pour le rôle d'Earnest Marks dans Atlanta
  - William H. Macy pour le rôle de Frank Gallagher dans Shameless

#### Meilleure actrice
- Rachel Brosnahan pour le rôle de Miriam « Midge » Maisel dans Mme Maisel, femme fabuleuse
  - Pamela Adlon pour le rôle de Sam Fox dans Better Things
  - Allison Janney pour le rôle de Bonnie Plunkett dans Mom
  - Issa Rae pour le rôle d'Issa dans Insecure
  - Tracee Ellis Ross pour le rôle de Dr Rainbow Johnson dans Black-ish
  - Lily Tomlin pour le rôle de Frankie Bergstein dans Grace et Frankie

#### Meilleur acteur dans un second rôle
- Henry Winkler pour le rôle de Gene Cousineau dans Barry
  - Louie Anderson pour le rôle de Christine Baskets dans Baskets
  - Alec Baldwin pour le rôle de Donald Trump dans Saturday Night Live
  - Tituss Burgess pour le rôle de Titus Andromedon dans Unbreakable Kimmy Schmidt
  - Brian Tyree Henry pour le rôle de Alfred « Paper Boi » Miles dans Atlanta
  - Tony Shalhoub pour le rôle de Abe Weissman dans Mme Maisel, femme fabuleuse
  - Kenan Thompson pour plusieurs personnages dans Saturday Night Live

#### Meilleure actrice dans un second rôle
- Alex Borstein pour le rôle de Susie Myerson dans Mme Maisel, femme fabuleuse
  - Zazie Beetz pour le rôle Vanessa « Van » Keefer dans Atlanta
  - Aidy Bryant pour plusieurs personnages dans Saturday Night Live
  - Betty Gilpin pour le rôle Debbie « Liberty Belle » Eagan dans GLOW
  - Leslie Jones pour plusieurs personnages dans Saturday Night Live
  - Kate McKinnon pour plusieurs personnages dans Saturday Night Live
  - Laurie Metcalf pour le rôle de Jackie Harris dans Roseanne
  - Megan Mullally pour le rôle de Karen Walker dans Will et Grace

#### Meilleure réalisation
- Amy Sherman-Palladino pour l'épisode Pilote dans Mme Maisel, femme fabuleuse
  - Mark Cendrowski pour l'épisode The Bow Tie Asymmetry dans The Big Bang Theory
  - Donald Glover pour l'épisode FUBU dans Atlanta
  - Bill Hader pour l'épisode Faites votre marque dans Barry
  - Mike Judge pour l'épisode Initial Coin Offering dans Silicon Valley
  - Hiro Murai (en) pour l'épisode Teddy Perkins dans Atlanta
  - Jesse Peretz pour l'épisode Pilote dans GLOW

#### Meilleur scénario
- Amy Sherman-Palladino pour l'épisode Pilote dans Mme Maisel, femme fabuleuse
  - Alec Berg (en) pour l'épisode Fifty-One Percent dans Silicon Valley
  - Alec Berg (en) et Bill Hader pour l'épisode Chapter Seven: Loud, Fast, and Keep Going dans Barry
  - Donald Glover pour l'épisode Alligator Man dans Atlanta
  - Stefani Robinson pour l'épisode Barbershop dans Atlanta
  - Elizabeth Sarnoff pour l'épisode Chapter Seven: Loud, Fast, and Keep Going dans Barry

### Mini-séries et téléfilms

#### Meilleure série limitée
- The Assassination of Gianni Versace: American Crime Story (FX)
  - L'Aliéniste (TNT)
  - Genius: Picasso (Nat Geo)
  - Godless (Netflix)
  - Patrick Melrose (Showtime)

#### Meilleur acteur
- Darren Criss pour le rôle d'Andrew Cunanan dans The Assassination of Gianni Versace: American Crime Story
  - Antonio Banderas pour le rôle de Pablo Picasso dans Genius: Picasso
  - Benedict Cumberbatch pour le rôle de Patrick Melrose dans Patrick Melrose
  - Jeff Daniels pour le rôle de John O. Neill dans The Looming Tower
  - John Legend pour le rôle de Jésus dans Jesus Christ Superstar Live in Concert
  - Jesse Plemons pour le rôle de Robert Daly dans Black Mirror: USS Callister

#### Meilleure actrice
- Regina King pour le rôle de Latrice Butler dans Seven Seconds
  - Jessica Biel pour le rôle de Cora Tannetti dans The Sinner
  - Laura Dern pour le rôle de Jennifer Fox dans The Tale
  - Michelle Dockery pour le rôle d'Alice Fletcher dans Godless
  - Edie Falco pour le rôle de Leslie Abramson dans Law & Order True Crime: The Menendez Murders
  - Sarah Paulson pour le rôle d'Ally Mayfair-Richards dans American Horror Story: Cult

#### Meilleur acteur dans un second rôle
- Jeff Daniels pour le rôle de Frank Griffin dans Godless
  - Brandon Victor Dixon pour le rôle de Judas Iscariot dans Jesus Christ Superstar Live in Concert
  - John Leguizamo pour le rôle de Jacob Vazquez dans Waco
  - Ricky Martin pour le rôle d'Antonio D'Amico dans The Assassination of Gianni Versace: American Crime Story
  - Édgar Ramírez pour le rôle de Gianni Versace dans The Assassination of Gianni Versace: American Crime Story
  - Michael Stuhlbarg pour le rôle de Richard Clarke dans The Looming Tower
  - Finn Wittrock pour le rôle de Jeffrey Trail dans The Assassination of Gianni Versace: American Crime Story

#### Meilleure actrice dans un second rôle
- Merritt Wever pour le rôle de Mary Agnes McNue pour Godless
  - Sara Bareilles pour le rôle de Mary Magdalene dans Jesus Christ Superstar Live in Concert
  - Penélope Cruz pour le rôle de Donatella Versace dans The Assassination of Gianni Versace: American Crime Story
  - Judith Light pour le rôle de Marilyn Miglin dans The Assassination of Gianni Versace: American Crime Story
  - Adina Porter pour le rôle de Beverly Hope dans American Horror Story: Cult
  - Letitia Wright pour le rôle de Nish pour Black Mirror: Black Museum

#### Meilleure réalisation
- Ryan Murphy pour l'épisode Celui qui voulait exister dans The Assassination of Gianni Versace: American Crime Story
  - Edward Berger pour Patrick Melrose
  - Scott Frank pour Godless
  - David Leveaux (en) et Alex Rudzinski pour Jesus Christ Superstar Live in Concert
  - Barry Levinson pour Paterno
  - David Lynch pour Twin Peaks: The Return
  - Craig Zisk pour l'épisode 9/11 dans The Looming Tower

#### Meilleur scénario
- William Bridges et Charlie Brooker pour l'épisode USS Callister dans Black Mirror
  - Scott Frank pour Godless
  - David Lynch et Mark Frost pour Twin Peaks: The Return
  - Kevin McManus et Matthew McManus pour l'épisode Nettoyage dans American Vandal
  - David Nicholls pour Patrick Melrose
  - Tom Rob Smith pour l'épisode La maison près du lac dans The Assassination of Gianni Versace: American Crime Story

### Émissions télévisées

#### Meilleure émission de divertissement
- Last Week Tonight with John Oliver (HBO)
  - Le Daily Show (Comedy Central)
  - Full Frontal with Samantha Bee (TBS)
  - Jimmy Kimmel Live! (ABC)
  - The Late Late Show with James Corden (CBS)
  - The Late Show with Stephen Colbert (CBS)

#### Meilleure émission de divertissement à sketches
- Saturday Night Live (NBC)
  - At Home with Amy Sedaris (truTV)
  - Drunk History (Comedy Central)
  - I Love You, America with Sarah Silverman (Hulu)
  - Portlandia (IFC)
  - Tracey Ullman's Show (HBO)

#### Meilleure émission de télé-réalité
- RuPaul's Drag Race (VH1)
  - The Amazing Race (CBS)
  - American Ninja Warrior (NBC)
  - Projet haute couture (Lifetime)
  - Top Chef (Bravo)
  - The Voice (NBC)

## Statistiques

### Récompenses multiples
9 : Game of Thrones,
8 : Mme Maisel, femme fabuleuse et Saturday Night Live
7 : The Assassination of Gianni Versace: American Crime Story
5 : The Crown et RuPaul's Drag Race
4 : Westworld et Last Week Tonight with John Oliver
3 : Barry, Godless, Atlanta et The Handmaid's Tale : La Servante écarlate
2 : The Americans
1 : Stranger Things

### Nominations multiples
22 : Game of Thrones et Saturday Night Live
21 : Westworld
20 : The Handmaid's Tale : La Servante écarlate
19 : The Assassination of Gianni Versace: American Crime Story
16 : Atlanta
14 : Mme Maisel, femme fabuleuse
13 : Barry et The Crown
12 : RuPaul's Drag Race, Godless et Stranger Things
9 : Last Week Tonight with John Oliver
4 : The Americans, Black Mirror, Jesus Christ Superstar Live in Concert et Patrick Melrose
3 : Black-ish, GLOW, Silicon Valley, The Looming Tower, Ozark et This Is Us
2 : American Horror Story: Cult, Larry et son nombril, Genius: Picasso, Killing Eve, Paterno, The Tale, Twin Peaks: The Return et Unbreakable Kimmy Schmidt